# アグリッパ・ドービニェ

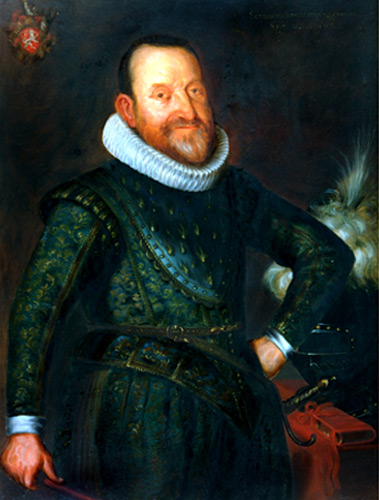
アグリッパ・ドービニェ

テオドール・アグリッパ・ドービニェ（Théodore Agrippa d'Aubigné, 1552年2月8日 - 1630年5月9日）は、フランスの詩人、風刺作家、歴史家。

## 人物・来歴
サントンジュ（現シャラント＝マリティーム県）生まれ。裁判官の親に人文主義教育を受け、6歳にしてギリシア語、ラテン語、ヘブライ語を修得した。カルヴァンの弟子ベーズに哲学と数学を教わり、プロテスタントの信仰を叩きこまれた。1568年、新教軍に入隊した。この頃、詩人ロンサールに感化され、詩作を始める。1571年に宗教の違いから失恋し、あふれる情念を100編からなる詩集『春』（Le Printemps）に表現した。
ルーヴル宮殿に軟禁されていたアンリ・ド・ナヴァール（のちのアンリ4世）に1573年から仕え、3年後共に脱出した。
1577年9月14日にフランスのアンリ3世とユグノーの王子の間で署名されたベルジュラック協定には不満であり、その際、アンリ・ド・ナヴァール（のちのアンリ4世）にはめったにない激しい調子で決別の辞を書き送っている。
ユグノー戦争のさなか、1577年から1590年にかけて書き継いだ長編詩『悲愴曲』（Les Tragiques, 1616年）が代表作である。体制批判、カトリックへの憎悪、新教徒の受難と最終的な勝利を主題とした7詩編からなり、バロック詩の傑作と評する向きもある。
1593年にアンリ4世がカトリックに改宗してからは距離を置くようになる。改革派の再建にいそしむかたわら、信教の自由を求める新教徒の闘争史を中心とした浩瀚な歴史書『世界史』（Histoire universelle, 1616年 - 1620年）を著した。これと並行して、風刺書『ド・サンシ殿のカトリック風懺悔』（Confession catholique du sieur de Sancy, 没後1660年刊）、風刺小説『フェネスト男爵の冒険』（Les Aventures du baron de Fæneste, 1617年）などを書いた。
1620年ジュネーヴに亡命、三人称による『児らに語る自伝』（Sa vie à ses enfants, 1626年）を出版した。没後、孫娘フランソワーズが、アンリ4世の孫ルイ14世と結婚した。祖父が発したナントの勅令を孫が反故にするという皮肉な運命となった。

## 著書（日本語訳）
- 『児らに語る自伝　猛将プロテスタントの愛と血と詩』成瀬駒男訳、平凡社、1988年